# L'ora del dilettante
L'ora del dilettante fu il primo programma radiofonico italiano di genere talent show, antesignano de La Corrida - Dilettanti allo sbaraglio, trasmesso periodicamente dal 1939 al 1940 sui canali dell'EIAR.

## Il programma
Invitati a presentare domanda di partecipazione alla trasmissione erano tutti gli ascoltatori che si ritenessero in possesso di doti di cantante, strumentista, dicitore, comico, imitatore e simili e, soprattutto, avessero dimostrato di manifestarle solamente a livello dilettantistico. Gli aspiranti ritenuti degni di considerazione venivano convocati dall'EIAR per sostenere una breve audizione di prova, in esito alla quale l'apposita Commissione esaminatrice sceglieva insindacabilmente i candidati idonei a partecipare alla trasmissione. Il concorso era inoltre associato a un referendum, in cui ciascun ascoltatore indicava un solo dilettante che durante il programma avesse incontrato maggiormente il proprio favore. Tra tutti gli ascoltatori che designavano come proprio preferito il dilettante che aveva raccolto il maggior numero di preferenze, venivano estratti a sorte alcuni premi.
Le prime sei puntate furono presentate da Toddi, la prima trasmessa il 19 marzo 1939 alle 21 dall'Auditorio di Torino, la seconda il 23 aprile dall'Auditorio di via Asiago in Roma, la terza il 29 maggio dal Teatro Manzoni di Milano. Nella quarta, andata in onda l'11 giugno dal teatro dell'EIAR di Torino, Toddi fu affiancato da Marcello Marchesi, mentre la quinta fu trasmessa il 15 ottobre da Milano, sempre dal Teatro Manzoni e la sesta ancora a Roma, il 10 dicembre da via Asiago. La settima puntata, la prima del 1940, andò in scena il 16 marzo dal teatro Politeama di Palermo condotta da Mosca. L'ottava, che fu trasmessa il 18 maggio dal teatro Carlo Felice di Genova, con Nunzio Filogamo alla conduzione, vide la partecipazione tra i concorrenti di Laura Gore, che si cimentò in campo canoro con la canzoncina Il gatto in cantina. La nona, prevista il 28 giugno a Bologna presso il Cinema-Teatro Manzoni, fu annullata a causa del conflitto bellico e mai più realizzata.